# ライフ イズ ストレンジ ダブルエクスポージャー
『ライフ イズ ストレンジ ダブルエクスポージャー』（原題：Life is Strange: Double Exposure）は、Deck Nineが開発し、スクウェア・エニックスより2024年10月発売のコンピュータゲーム（グラフィックアドベンチャーゲーム）。『ライフ イズ ストレンジ』シリーズの第6弾となる。原題の Double Exposure は「多重露光」の意。

## 概要
『ライフ イズ ストレンジ トゥルー カラーズ』と同じ制作チームにより開発された本作では、第1作の主人公マックスが再登場し、主役を務める。バーモント州のカレドン大学で大学講師を務めるマックスに発現した「並行世界を行き来できる力」を用いて、事件の真相に迫るストーリーとなっている。日本語版キャッチコピーは「もし もう1つの人生があったら」。
ゲーム内の世界および時間軸はシリーズ各作品と繋がっており、『ライフ イズ ストレンジ』の約10年後、2023年が舞台となる。

### リリース状況
グローバル版は2024年10月29日、日本向けパッケージ版は同年10月30日発売（Nintendo Switch版を除く）。音声は英語・日本語・フランス語・ドイツ語に対応、字幕およびUIは12言語に対応している。その他のリリース内容は以下のとおり。
- 予約購入者は、上記リリース日の2週間前から、チャプター2までを先行プレイ可能
- PS5版のみ、パッケージ版も販売（ダウンロード版は全メディア販売）
- 通常版のほか、特典付きのデラックスエディション・アルティメットエディションも販売

## ゲームシステム
シリーズ各作品と同様、ポイント＆クリックの三人称視点アドベンチャーゲームで、台詞はフルボイス。プレイヤーキャラクターを操作して様々なオブジェクトを調べたり人物と話をするなどして情報を集め、ゲームを進行させる。本作にゲームオーバーの概念はなく、プレイヤーの選択や行動に沿って展開が変化しながらストーリーが進んでいく。マルチエンディング方式だった第1作の結末を、ゲーム途中でプレイヤーが選択するシステムになっている。
本作のマックスは、物語中に以下のような能力が発現する。
- 特定地点にあるゲートから、並行世界を行き来できる能力
- 現在の世界に居ながら、他方の平行世界にいる人を覗き見たり、発言を盗み聞きできる能力
- 特別な状況下で、現在の世界と並行世界の状況を逆転させる能力

## 主な登場人物
声の表記は「英語音声 / 日本語音声」各担当声優。年齢表記はゲーム初登場時点。

### 主要人物
マクシーン・コールフィールド (Maxine Caulfield)
声：ハンナ・テル / たなか久美
第1作および本作のプレイヤーキャラクター。オレゴン州アルカディア・ベイのブラックウェル高校出身の28歳。フリーランスの写真家で、カレドン大学の講師も務める。
本名は「マクシーン」だが、自身を含めて皆マックスと呼んでいる。高校時代、時間を巻き戻す能力に目覚めるが、クロエの事件以降は能力使用を封印し、現在その能力は退行している。
サフィ・ファヤード (Safiya Llewellyn-Fayyad)
声：オリビア・アビアッシ / 行成とあ
25歳。カレドン大学の院生で、詩学専攻。マックスと親しい。
文学的才能があり、詩人を志している。内向的なマックスとは対照的で、明るくお調子者。

### カレドン大学
モーゼス・マーフィー (Moses Murphy)
声：ブルー・アレン / 佐久間元輝
院生で、専攻は天体物理学。マックスやサフィと親しい。漫画やアニメ好き。
ヤスミン・ファヤード (Yasmin Fayyad)
声：バー・ダウード / 野首南帆子
サフィの母で、大学の学長。
ヴィン・ラング (Vinh Lang)
声：サム・オギュマ / 前田雄
大学の卒業生で、サフィとは同期。現在は学長の事務アシスタント。学内サークル「アブラクサス」のリーダー。
グウェン・ハンター (Gwen Hunter)
声：レイチェル・クラウル / 相楽信頼
クリエイティブ・ノンフィクションの教授。サフィは教え子。トランスジェンダー。
ルーカス・コルメネーロ (Lucas Colmenero)
声：マルコ・アルベルト・ロビンソン / 浜田賢二
文学部の教授で、学部長。講義は学生に人気だが、自己顕示欲の高さを嫌っている学生もまた多い。
アマンダ・トーマス (Amanda Thomas)
声：サマンサ・ボウリング / ニケライ・ファラナーゼ
大学構内のパブ「スナッピング・タートル」のバーテンダー。コメディアンの仕事もしている。レズビアン。
ロレッタ・ライス (Loretta Rice)
声：アシュリン・ハイドマン / 田中那実
ジャーナリズム専攻の2年生。マックス曰く「犯罪実録ポッドキャスター」。
ダイアモンド・ワシントン (Diamond Washington)
声：イライジャ・グレイ / 小若和郁那
映画監督志望の3年生。モーゼスの助手。アブラクサスのメンバー。
レジー・ケイガン (Reggie Kagan)
声：ジェイク・カデミ / 堀金蒼平
経済学専攻の3年生。マックスの講義をよく受ける。アブラクサスのメンバー。同性愛者であり、ヴィンのことが気になっている。
マヤ・オカダ (Maya Okada)
サフィの学部時代の親友で、文才溢れる学生だったが、4年前に死亡している。

### その他
ヴィンス・アルダーマン (Vince Alderman)
声：ブライアン・ランディス・フォルキンス / 藤井啓輔
バーモント州の刑事。事件の捜査主任。
クロエ・プライス (Chloe Price)
声：リアナ・デヴリース / Lynn

## 音楽
ライセンス曲の表記は概ね『Official Life Is Strange（Spotify内 公式チャンネル）』公開順。
ライセンス曲
1. 「Illusions」（Tessa Rose Jackson）
2. 「So This is Lonely」（Tessa Rose Jackson）
3. 「September」（chloe moriondo）
4. 「Someone Was Listening」（dodie）
5. 「Under My Skin」（NewDad）
6. 「Wake」（Tessa Rose Jackson）
7. 「Everything I'm Not」（Matilda Mann）
8. 「Little Melancholy」（Tessa Rose Jackson）
9. 「I Must Come Clean」（Light On Moscow）
10. 「Spectator」（JFDR）
11. 「The Heaviest of Storms」（Pale Honey）
12. 「Fuck,Marry,Kill」（Revenge Horse & Lov3less）